# Christoph Budde
Christoph Budde (* 11. Februar 1963 in Erkelenz; † 30. November 2009 in Mönchengladbach) war ein deutscher Fußballspieler. 

## Werdegang
Budde startete seine Karriere beim SC 09 Erkelenz und stieg mit ihm von der Kreisklasse bis in die Landesliga auf. Von 1985 bis 1990 bestritt er für Borussia Mönchengladbach 42 Bundesligaspiele, bei denen ihm vier Tore gelangen. Seinen ersten Profieinsatz absolvierte er am 15. August 1989, als er im Heimspiel gegen den FC St. Pauli zur Pause für Martin Max eingewechselt wurde und den Treffer zum 4:1-Endstand erzielte.
Auch im UEFA-Pokal gegen Lech Posen kam er zum Einsatz. Nach seinem Wechsel zu Preussen Krefeld kehrte er nach einigen weiteren Stationen zu seinem Heimatverein zurück. Ab 1993 war Budde auch in der Weisweiler-Elf, der Traditionsmannschaft von Borussia Mönchengladbach aktiv, 2002 übernahm er die Leitung der Mannschaft.
Ende November 2009 wurde er mit einer akuten Infektion mit dem H1N1-Virus ins Krankenhaus eingeliefert und verstarb in der Nacht zum 1. Dezember 2009 an einer Lungenentzündung.